# Santacruzgnathus abdalai
Santacruzgnathus abdalai — вид цинодонтних терапсид родини Probainognathidae, що існував у пізньому тріасі.

## Назва
Родона назва Santacruzgnathus означає «щелепа зі Санта-Круса» від міста Санта-Крус-ду-Сул. Вид названо на честь бразильського палеонтолога Фернандо Абдали.

## Відкриття
Скам'янілі рештки рептилії виявлені у 2008 році поблизу міста Санта-Марія у бразильському штаті Ріу-Гранді-ду-Сул. Було виявлено фрагменти нижньої щелепи з двома зубами. Вид описали у 2016 році команда науковців Федерального університету Ріу-Гранді-ду-Сул під керівництвом Августина Мартінелі.

## Опис
Тіло сягало 15 см завдовжки. У тварини біла прогресивна будова зубів і щелеп, яка характерна для ссавців.